# دافيد كيكي
دافيد كيكي (بالفرنسية: David Kiki)‏ (25 نوفمبر 1993 ببنين - ) هو لاعب كرة قدم بنيني في مركز الدفاع. شارك مع منتخب بنين لكرة القدم. أما مع النوادي، فقد لعب مع نادي نيور وASM Belfort ‏.

## وصلات خارجية
- دافيد كيكي على موقع قاعدة بيانات كرة القدم.إي يو (الإنجليزية)
- دافيد كيكي على موقع بيانات كرة القدم. دي إي (الألمانية)
- دافيد كيكي على موقع ناشيونال فوتبول تيمز (الإنجليزية)
- دافيد كيكي على موقع Soccerway.com (الإنجليزية)
- دافيد كيكي على موقع عالم كرة القدم.نت (الإنجليزية)